# Perkament

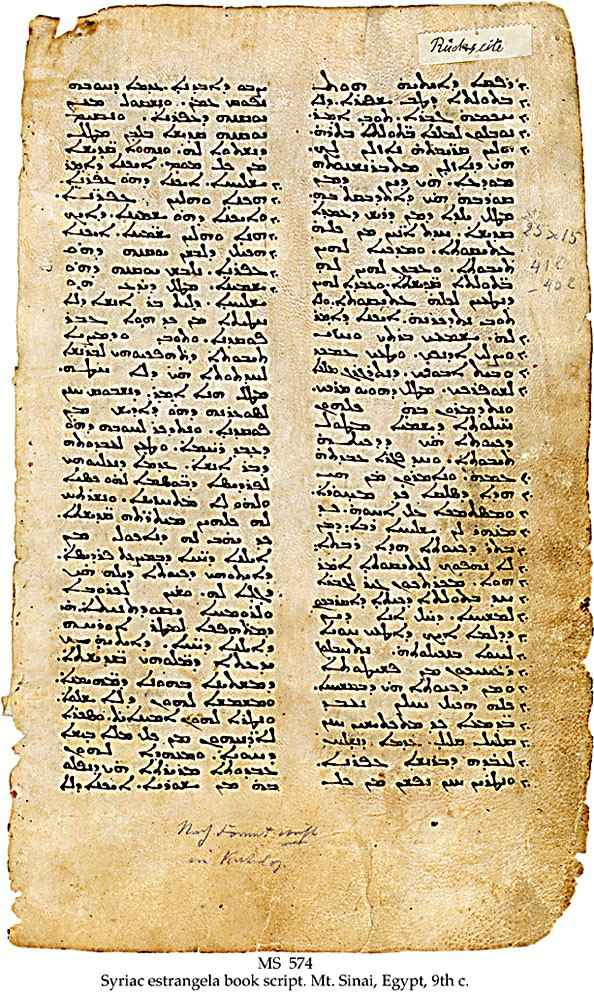
Perkament met tekst

Perkament, ook als verfijnde vorm: velijn, vellum, is een dun papierachtig materiaal, gemaakt van huid van kalveren, koeien, geiten, schapen, konijnen of ezels. Perkament is naar de stad Pergamon uit de klassieke oudheid genoemd, in het huidige Turkije. Het is daar niet uitgevonden, maar wel verbeterd. Perkament is vooral bekend als schrijfmateriaal voor handschriften.

## Geschiedenis
De Attaliden vestigden in hun hoofdstad Pergamon de Bibliotheek van Pergamon. De bibliotheek werd door Attalus I begonnen in de laatste decennia van de 3e eeuw  v.Chr. en verder ontwikkeld door zijn zoon Eumenes II. De verzameling zou 200.000 'boeken' hebben gehad. Pergamon concurreerde met Alexandrië en om de Pergamenen dwars te zitten, sneed Ptolemaeus V de export van papyrus af. Het oude Egypte was zo goed als de enige bron voor papyrus. Eumenes II paste een traditionele methode van de Ionische Grieken toe, waarbij in plaats van papyrus behandelde schapenhuiden werden gebruikt. Het woord perkament kwam van deze nieuwe vorm van 'Pergameens papier'. De dikkere huid kon moeilijk zoals papyrus worden opgerold. Daarom werden ze aan een zijde aan elkaar genaaid, waardoor een boek met pagina's of een codex ontstond. Deze boeken waren gemakkelijker te lezen dan een perkamentrol. 
Het oudste perkament dateert van 2700 voor Christus en is in Egypte gevonden. Perkament bleek beter en sterker te zijn dan papyrus, maar het was ook duurder, veel duurder. Perkament werd in de middeleeuwen veel in Europa gebruikt om op te schrijven, omdat het gebruikelijke papyrus vochtgevoelig is en niet lang houdbaar in het natte Europa. Het minder gevoelige papier bestaat al vanaf de 14e eeuw, maar werd aanvankelijk als minderwaardig schrijfmateriaal beschouwd.
Perkament van kalfshuid had de beste kwaliteit. Vaak werd het purperrood geverfd en beschreven met zilver- of goudkleurige inkt en was daardoor duurder dan andere perkamentsoorten. Deze soort wordt ook wel vellum, velijn, genoemd. Perkament heeft gemiddeld een dikte van ongeveer 0,6 mm, maar er zijn variëteiten die aanmerkelijk dunner of dikker zijn, afhankelijk van de gebruikte soort huid. Het is in elk geval aanzienlijk dikker dan het huidige schrijfpapier van ongeveer 0,1 mm. 

## Fabricage van perkament
1. Een dier werd geslacht en de huid werd eraf gehaald.
2. De huid werd langdurig geweekt in stromend water om deze zacht en schoon te maken.
3. De huid werd in kalkwater gelegd, waardoor de haarwortels en vleesresten los kwamen te zitten.
4. Haarresten en vleesresten werden voorzichtig verwijderd met behulp van een sikkelvormig mes.
5. De huid werd opgespannen op een houten raam, waardoor het vel een glad oppervlak kreeg.
6. Nog eenmaal werd het perkament afgeschraapt en ten slotte werd het gepolijst met puimsteen en kalk.
7. Het perkament werd op maat gesneden en net als papyrus tot heel lange stroken aan elkaar geplakt en om een stokje gerold tot een boekrol, Latijn: volumen, ofwel dubbelgevouwen tot een boekkatern. Aan elkaar genaaide katernen werden een codex genoemd. De laatste vorm kwam in zwang vanaf circa 100 na Christus en was een eeuw later de meest gangbare boekvorm geworden.

Het perkament was hierna klaar om te worden beschreven. Het perkament heeft twee kanten, de ene kant was oorspronkelijk de haarzijde, de andere de vleeszijde. De haarzijde is ruwer dan de vleeszijde en ook iets donkerder van kleur. In een middeleeuws boek werden over het algemeen in een boek twee haarzijden tegen elkaar gelegd, daarna twee vleeszijden, twee haarzijden, enzovoort. Als het boek wordt opengeslagen, worden dus twee dezelfde zijden tegenover elkaar zichtbaar. Een voordeel van perkament boven papyrus was dat men bij perkament geen last had van verticaal lopende vezels aan de achterkant. Beide zijden konden dus gemakkelijker worden beschreven, hetgeen materiaal bespaarde. Een nadeel was dat perkament van nature opkrult, vooral in de hoeken en dat het meer glimt dan papyrus, wat minder goed leest.

## Gebruik van perkament
Veel handschriften uit de middeleeuwen zijn door monniken op perkament geschreven. Dat werd gedaan met ganzenveerpennen en rietstaafjes die in ijzergallusinkt werden gedoopt. Als versieringen werden onder andere miniaturen getekend en ingekleurd met verf. Er werden ook veel versierde letters gebruikt: vooral de initialen, de beginletters van hoofdstukken versierde men. De monniken kopieerden vooral veel andere, oudere, boeken en zo zijn door de middeleeuwen heen veel boeken uit de oudheid voor ons bewaard gebleven.
Men maakte bij het schrijven vaak gebruik van hulplijntjes, die werden gemaakt door aan weerszijden van elk vel met een speld een verticale rij gaatjes in het materiaal te prikken. Dan trok men met de botte kant van een mes of loodstift horizontale lijnen tussen de gaatjes en ook een paar verticale lijnen, om in kolommen te kunnen werken. Perkament werd soms ook hergebruikt. De oude tekst werd eraf geschraapt en het perkament werd beschreven met een nieuwe tekst. Dit behandelde perkament heet palimpsest. Vaak is de oude tekst, die belangwekkender kan zijn dan de nieuwere tekst, nog met infrarood of ultraviolet licht te lezen. Oud perkament werd ook gebruikt voor het inbinden van nieuwere boeken. Men noemt zulke 'hergebruikte' delen membra disjecta , verworpen delen. Perkament werd in lampen en zelfs in ramen gebruikt, omdat het doorschijnend is.
Perkament werd aan het einde van de middeleeuwen door papier verdrongen. Niet alleen was papier veel goedkoper, maar het neemt ook de drukinkt beter op. Perkament wordt ook tegenwoordig nog voor joodse thorarollen gebruikt en door mensen die de kalligrafie beoefenen, voor luxe boekbanden en voor oorkonden. Het wordt ook in de perkamentkunst gebruikt.